# بيرثا بوتنام
بيرثا بوتنام (بالإنجليزية: Bertha Putnam)‏ هي مؤرخة أمريكية، ولدت في 1872، وتوفيت في 26 فبراير 1960.